# La presencia de Anita
La presencia de Anita fue una miniserie brasileña protagonizada por Mel Lisboa como la malvada y sensual Anita. Basado en el libro brasileño homónimo de 1948, de Mário Donato. La obra tienen en común con Lolita, de 1955. Fue transmitida por la Rede Globo, desde el 7 hasta el 31 de agosto de 2001.

## Sinopsis
Nando quiere aprovechar el final de año para dar el puntapié inicial a un antiguo sueño: escribir una novela. Lúcia Helena solo piensa en recuperar la pasión de su matrimonio. Zezinho quiere vivir su primer amor. Y Anita quiere seguir su destino, con la certeza de que nada pasa por casualidad, todo ya está escrito.
Para intentar escapar de la rutina de São Paulo, Lúcia decide pasar las fiestas de fin de año en la casa de su familia en Florença, una ciudad del interior del estado de São Paulo. Piensa aprovechar el clima familiar para reencender la pasión de su matrimonio. Nando ve en las vacaciones la oportunidad de escribir su novela. En busca de inspiración, conoce a Anita, el personaje ideal. Ella se mudó a una casa donde en el pasado ocurrió un crimen de amor.
Si Anita no puede cambiar el destino, vive de la forma más intensa. Seduce a Nando y despierta la primera pasión de Zezinho. Con los dos, forma un triángulo que cambia para siempre la vida de todos.

## Elenco
- Mel Lisboa como Anita / Cíntia Ribeiro. Protagonista antagónico.
- José Mayer como Fernando Reis (Nando). Protagonista.
- Helena Ranaldi como Lúcia Helena Reis. Protagonista.
- Leonardo Miggiorin como Zezinho
- Vera Holtz como Marta
- Taiguara Nazareth como André
- Carolina Kasting como Julieta
- Linneu Dias como Venâncio
- Júlia Almeida como Luiza

## Doblaje
- Toni Rodríguez: Silvia